# 사랑의 힘
《사랑의 힘(恋ノチカラ)》은 2002년 1월 10일 ~ 2002년 3월 21일까지 후지TV에서 방송된 드라마. 시간은 매주 목요일 밤 10시 ~ 10시 54분까지, 총 11회. 최종회에는 15분을 연장하여 11시 9분까지 방송하였다. 주연은 후카츠 에리. 평균 시청률 16.9%, 최고 시청률 20.6%를 기록하였다.

## 개요
서른이 지났어도, 꿈도 사랑도 일도 포기하기에는 아직 이르다. 30대의 일하는 독신 여성의 일상을 리얼하게 그린 러브 스토리.

## 시놉시스
광고 대리점의 서무과에 근무하는 모토미야 토코. 자신이 근무하는 회사에서 독립해 시작한 인기 광고 디자이너 누쿠이 코타로에게 스카웃팅 제의를 받는다. 몇 번의 고민 끝에, 평소부터 동경해 온 누쿠이 회사로 들어가지만, 실은 착각이였는데…

## 캐스팅
모토미야 토코 (30) - 후카츠 에리
대기업 광고회사 〈유니버설 광고사〉에 근무하는 30세의 독신 OL, 애인 없음. 3년전까지는 광고를 제작하는 크리에이티브(Creative)과에 배속되었지만, 업무 실패로 서무과로 좌천 되어 버린다. 현재 자신에게 초조함을 느끼면서도, 무엇을 하면 좋은 것인지 알지 못하고, 밤마다 와인을 들어붓는 생활이 매일 계속되고 있다. 그런 무미건조한 생활에서, 평소 동경해 온 누쿠이 코타로에게 스카우트 제의가 들어온다.
누쿠이 코타로 (35) - 츠츠미 신이치
유니버설 광고사에 근무하는 인기 크리에이터. 일만 푹빠져 하는 주의로 여자에게 흥미도 관심도 없다. 일로 상사와 의견이 대립되어, 자진해서 회사를 관두고 키무라 소고와 직접 회사 〈누쿠이 기획〉를 설립한다. 비서를 고용하려고 하지만, 착각으로 토코를 스카우트 해 버린다. 아끼는 차는, 미츠비시의 갈란 GTO.
쿠라모치 하루나 (23) - 야다 아키코
토코가 옛날, 사귄 남자친구의 여동생. 토코와 방을 같이 쓴다. 조금 세상 볼 줄 모르는 아가씨이지만, 낮에는 은행 직원으로, 밤에는 목표한 꿈인 도서관 사서가 되기 위해 강의를 듣는 등 노력한다. 아버지는 쿠라모치 켄.
키무라 소고(25) - 사카구치 켄지
카나자와 출신. 평소부터 누쿠이를 동경해 왔고, 광고 업계에 들어가, 〈ABC 아드(Ad)〉에 근무하고 있었지만, 누쿠이와 공동으로 누쿠이 기획을 시작하게 되었다. 가벼운 사람으로 여자를 좋아하지만, 일을 대하는 자세는 무척 성실하고, 실력도 출중하여, 업계에서는 젊은이 No.1의 크리에이터라고 한다.
테라이시 카오리 (28) - 쿠가 요코
소고가 고등학생 시절 아르바이트를 하고 있었을 때에, 한 눈에 반한 여성. 소고와 같은 카나자와 출신. 결혼했지만, 남편과의 사이가 점점 멀어지면서, 소고와 연락을 하는 등 불륜의 관계가 되고 있다.
스다 마키 (30) - 네코제 츠바키
유니버설 광고사 서무과 근무로 토코의 술친구이다. 서로 30대의 푸념을 이야기 말하는 등, 둘 다에게 상대자이다. 사랑하는게 보이는 반짝반짝 빛을 발하는 젊은 여성에게는 이상하리만큼 적의를 품고 있다.
하세가와 이쿠코 (21) - 스가와라 토시미
하루나와 같은 사서 강좌에 다니는 요즘 흔히 볼 수 있는 OL. 소고에 대해서 관심을 가지고 있다.
쿠스노키 켄메이 (60) - 시가 코타로
100주년을 맞이한 〈쿠스노키 문구〉의 사장. 누쿠이 기획의 첫 의뢰 고객이기도 하다. 온화할 것 같은 성격이지만, 여러가지로 누쿠이 기획에 클레임을 건다. 요시타케가 오고 나서는 태도가 바뀐다. 이후 누쿠이, 토코와 함께 일을 하게 된다.
요시타케 노부오 (40) - 니시무라 마사히코
유니버설 광고사·영업부 근무. 아내와 아들이 있어 가정을 중요하게 생각한다. 대단한 노력가이고, 세상의 각박한 어려움을 잘 알고 있기 때문에, 제1선에서 활약하는 재능 있는 사람들에 대해서 적의감을 안고 있다, 누쿠이 에게도 마찬가지다. 〈누쿠이 기획〉의 영업을 방해하려고 기획하지만, 후에 누쿠이 기획으로 일하게 된다.

### 게스트
사토 - 하세가와 하츠노리 (제1화)
토코의 유니버설 회사 근무 시절의 상사
쿠라모치 이사무 - 타니하라 쇼스케 (8,9화)
하루나의 오빠. 5년전까지 토코와 교제하고 있었다. 현재는 이탈리아의 밀라노에서 해외 부임중이다.
쿠라모치 스미코 - 키노 하나 (3,8화)
하루나의 어머니.
쿠라모치 켄 - 코다마 키요시 (2,3,6,8화)
하루나의 아버지로, 히로코지 제약의 광고 부장. 하루나를 언제나 걱정하고 있다.
나카자와 카즈시 - 토네사쿠 토시히데 (9화)
누쿠이의 후배. 유니버설 회사 근무 시절에서는 누쿠이를 잘 따랐지만, 자신이 기획한 광고 기획안이 통과되면서, 누쿠이를 얕보기 시작한다.
JPN 리조트 사장 - 이시다 타로 (7화)
자신을 좋아하는 광고를 초안이나 디자인을 지정해 놓고 누쿠이 기획에게 광고를 요구한다. 광고의 본체가 없어지는 일이라고, 누쿠이는 싫어한다.
토코의 맞선 남 - 쿠도 슌사쿠 (최종화)
토코와 마음이 맞아 애프터 데이트를 신청하지만 약속 장소에 나타나지 않고, “여성에게 리드되는 것이 싫어요. 女性にリードされるのが嫌い”라면서 자신의 속내를 말하며 “맞선은 없었던 것으로 하죠. 見合いはなかったことに”라면서 맞선을 먼저 끝낸다.
타가시 가게의 할아버지 - 니시무라 쥰지 (최종화)

## 관련 음반

### 주제곡
- 小田和正 / キラキラ

### Original Sound Tracks
1. Brand new life[2:32]
2. Power of love[3:38]
3. Morning dew[2:17]
4. Sabbatical friends[2:37]
5. Melancholy[2:36]
6. The encounter[2:53]
7. もうひとつの恋[1:43]
8. City stroller[2:36]
9. Straight fight[2:31]
10. Infinite love[3:17]
11. Power of love (Believing)[2:15]
12. キラキラ (サウンドトラック・ボーナス・テイク)[4:26]

## 스태프
- 음악: 스미토모 노리히토
- 촬영: 오오이시 히로노부, 이토 키요카즈
- 편집: 후카자와 요시후미
- 의상: 오키타 마사츠구
- 조명: 타카하시 코지, 카세 히로유키
- 음향효과: 이시이 카즈유키, 오오하시 후미에
- 미술: 스기카와 히로아키
- 각본: 아이자와 토모코
- 연출: 와카마츠 세츠로, 무라카미 쇼스케, 무라타니 요시노리
- 프로듀서: 후나츠 코이치
- 제작사: 후지 TV, (주) 쿄도 텔레비전

## 부제·시청률
| 각 화                                                       | 방송일          | 부제                                             | 시청률 |
| ----------------------------------------------------------- | --------------- | ------------------------------------------------ | ------ |
| 제1화                                                       | 2002년 1월 10일 | 서른의 여자 안녕, 종신고용! 이것은 당신의 이야기 | 20.6%  |
| 제2화                                                       | 2002년 1월 17일 | 서른 살의 OL, 그리고 사랑이 시작되다!!           | 17.7%  |
| 제3화                                                       | 2002년 1월 24일 | 여자가 거짓말을 할 때                            | 15.7%  |
| 제4화                                                       | 2002년 1월 31일 | 몰아닥치는 크레임!! 구세주 세일즈맨              | 16.3%  |
| 제5화                                                       | 2002년 2월 7일  | 키스!키스!키스                                   | 17.3%  |
| 제6화                                                       | 2002년 2월 14일 | 큰 문제 발생! 도산 직전의 회사                   | 16.2%  |
| 제7화                                                       | 2002년 2월 21일 | 슬플 때 가까이에 있었으면 하는 사람              | 15.7%  |
| 제8화                                                       | 2002년 2월 28일 | 급전개!?전 남친 갑작스런 귀국!!                  | 15.1%  |
| 제9화                                                       | 2002년 3월 7일  | 두 사람만의 밤                                   | 17.2%  |
| 제10화                                                      | 2002년 3월 14일 | 안녕                                             | 16.4%  |
| 최종화                                                      | 2002년 3월 21일 | 행복은 반드시 찾아온다!!오늘 밤 당신에게도       | 16.3%  |
| 평균 시청률 16.9% (시청률은 관동지방, 비디오 리서치사 조사) |                 |                                                  |        |

- 제1화, 최종화는 69분 방송.

## 기타
- 일본 드라마 《야마토나데시코》와 캐스팅과 스탭이 같다. 그래서 이런저런 공통점도 있다. 제6화에서 상품명으로 〈야마토 나데시코〉가 나오기도 한다.
- ‘OL’은 Office Lady의 준말. 결혼하지 않은 사무직 직장에서 일하는 20-30대 여자를 가리키는 일본 신조어.